# Belgie na Letních olympijských hrách 1984
Belgie se účastnila Letní olympiády 1984 v americkém Los Angeles. Zastupovalo ji 63 sportovců (47 mužů a 16 žen) ve 14 sportech.

## Medailisté
| Medaile | Jméno                          | Sport      | Soutěž              |
| ------- | ------------------------------ | ---------- | ------------------- |
| Zlato   | Roger Ilegems                  | Cyklistika | Muži bodovací závod |
| Stříbro | Dirk Crois Pierre-Marie Deloof | Veslování  | Muži dvojskif       |
| Bronz   | Ann Haesebroucková             | Veslování  | Ženy skif           |
| Bronz   | Ingrid Lempereur               | Plavání    | Ženy 200 m prsa     |